# William Gilpin

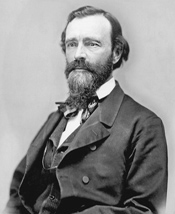
William Gilpin

William Gilpin (* 4. Oktober 1813 bei Wilmington, Delaware; † 20. Januar 1894 in Denver, Colorado) war ein US-amerikanischer Politiker und von 1861 bis 1862 der erste Gouverneur des Colorado-Territoriums.

## Frühe Jahre
William Gilpin genoss eine zweijährige Erziehung in England. Nach seiner Rückkehr studierte er an der University of Pennsylvania. Später besuchte er die US-Militärakademie in West Point. Ende der 1830er Jahre nahm er als Offizier der US-Armee an den Seminolenkriegen teil.

## Entdecker und Pionier
Im Jahr 1843 gehörte er zu den Teilnehmern einer Expedition unter dem Kommando von John C. Frémont. Diese hatte den Auftrag, einen Weg über die Rocky Mountains nach Kalifornien zu erkunden. Als die Expedition den Ort Walla Walla erreichte, trennte sich Gilpin von Frémont und dessen Mannschaft, die weiter nach Kalifornien zog. Er ging in das Oregon-Territorium, wo er beim Aufbau einer Territorialregierung half. Dann wurde er beauftragt, eine Botschaft mit der Bitte um Unterstützung nach Washington, D.C. zu bringen und sie dort dem Kongress vorzulegen. Danach schrieb er Zeitungsartikel über den Westen, wodurch die amerikanische Westbewegung jener Jahre noch verstärkt wurde. Während des Mexikanisch-Amerikanischen Krieges kämpfte Gilpin als Major in den Reihen der US-Armee. Nach Kriegsende wurde Gilpin 1848 Rechtsanwalt in Missouri. Als 1859 Gold in Colorado entdeckt wurde, verfasste er wieder einige Schriften, in denen er Colorado in den schönsten Farben schilderte.

## Territorialgouverneur und weiterer Lebenslauf
Im Jahr 1861 wurde Gilpin, der Mitglied der Republikanischen Partei war, von Präsident Abraham Lincoln zum ersten Gouverneur des neu gegründeten Colorado-Territoriums ernannt. Damals, zu Beginn des Bürgerkrieges, wurde Colorado sowohl von konföderierten Einheiten als auch von unruhigen Indianern bedroht. Um der Bedrohung Einhalt gebieten zu können, rekrutierte er eine eigene Miliz. Die Kosten dafür von etwa 375.000 Dollar stellte er der Bundesregierung in Rechnung. Bald wurde aber offensichtlich, dass die Regierung weder ihr Einverständnis zu diesen Ausgaben gegeben hatte, noch gewillt war, die Kosten zu übernehmen. Das führte in Colorado zu Unruhen und schließlich zur Absetzung des Gouverneurs.
Im Jahr 1863 kauften Gilpin und einige ausländische Investoren viel Land im Südosten Colorados auf (The Sangre de Cristo Land Grant). Die dort ansässigen Bewohner wurden von den neuen Herren aufgefordert, dieses Gebiet zu verlassen. Daraus entstand ein Rechtsstreit, der bis heute von den Nachfahren der damals Beteiligten noch nicht vollständig beigelegt wurde. William Gilpin starb 1894 in Denver.